# 매염방
매염방(광둥어: 梅艷芳 무이임퐁, 영어: Anita Mui 어니타 무이[*], 1963년 10월 10일~2003년 12월 30일)은 홍콩 출신의 가수이자 영화배우이다.

## 생애
1963년 10월 10일 홍콩에서 출생하였다. 1982년 홍콩 TVB 주최 신인가요제 신수가창대회에서 3000대 1의 경쟁률을 뚫고 대상을 수상 하였다, 1983년에는 제12회 동경가요제 TBS상을 수상했다. 1985년부터 7년동안 연속으로 홍콩에서 가장 사랑받는 여성 가수의 영예를 얻고, 1994년 이미 1000만장 이상의 앨범 판매를 기록했으며, 200여회의 공연을 개회하였다. 1987년 그녀의 개인콘서트에는 17만명의 인파가 몰렸으며 그 기록은 장궈룽(장국영), 알란탐 등도 깨지 못한 여성으로서는 독보적인 존재이기도 하다. 1987년에 대만 금마장 여우주연상을 수상했고, 1988년에는 홍콩 금상장 여우주연상을 수상했다. 이 후 2003년까지 가수와 배우로 활동하며 중화권에서 대중적인 인기를 얻었다.
1985년 1월 앨범 "Time Flows Like Water" 발매. 1986년 1월 7일 발매된 앨범 "Bad Girl"은 그해 홍콩 누적 판매량 72만장이라는 기록을 세웠다. 같은 해 12월 홍함의 홍콩 콜로세움에서 첫 단독 콘서트를 개최, 15회 연속 공연으로 여성 가수 최연소 콜로세움 입장, 단독 콘서트 개최, 최다 공연 기록을 세웠다. 공연. 1987년에는 "Anita Mui (Tango Like Fire)"와 "Anita Mui (Red Lips)"라는 두 장의 앨범이 나왔다. 아니타 무이는 섹시한 이미지로 퍼포먼스를 펼쳤다. Red Hall. Mei 28" 및 "Mei 30"은 그녀의 28회 및 30회 연속 콘서트를 대표하며 그녀의 경력은 번창하고 있습니다.
1985년부터 1989년까지 톱텐 골든멜로디 시상식에서 5회 연속 여자가수 부문 최고 인기상을 수상했고, 1989년 베스트 뮤직 팝차트 시상식에서 여자가수 부문 금상을 수상하며 '여왕'으로 불렸다. of Music'으로 슈퍼스타의 위상을 달성했다. 1988년 아니타 무이는 대한민국 서울 올림픽의 "Olympic Prelude Extravaganza"에 유일한 아시아 여성 가수로 초청되어 전 세계의 슈퍼스타들과 함께 공연했습니다. 이후 아니타 무이는 자신의 음반 기지 중 하나인 한국에서 음반을 발매했다. 무대 위에서 그녀의 변화무쌍한 이미지로 인해 그녀의 의상은 홍콩 트렌드를 주도하고, 그녀의 이미지는 전위적이고 대담하며, 중화권 가수 최초로 같은 콘서트에서 여러 개의 스웨터를 갈아입고, 앨범 커버와 뮤직비디오 속 모습이 달라 '변화의 여왕'으로 불린다.
1990년에 Anita Mui는 30개의 "Anita Mui Summer Concerts"를 개최하고 더 이상 음악 상을 받지 않겠다고 발표했으며(이후의 모든 상은 음악 공물이었습니다), 그녀의 발전 초점은 영화와 자선 활동으로 옮겨졌습니다. 1991년 말 30회 '아니타 무이 고별무대 콘서트'를 개최하며 가요계 탈퇴를 선언, 중화권 사회 전체를 들썩이게 했다.
아니타 무이는 1994년 'Grateful Fans Concert'를 개최하고 가요계로 복귀, 앨범 'This Is This Way'를 발표했다. 잠시 후, 같은 해 전 세계 음반 판매량이 1,000만 장을 돌파했으며, 홍콩 여성 가수 최초로 이 기록을 달성했습니다.

2003년 9월 매염방은 기자회견을 열어 자궁경부암 투병 사실을 고백했다. 그녀의 친언니 역시 자궁경부암으로 2000년 사망했으며, 매염방 역시 기자회견 이후 칩거에 들어가다 같은 해 12월 30일 40세의 나이로 홍콩의 양화의원에서 사망했다. 8개월 전 먼저 세상을 떠난 장국영과 마찬가지로 장례식에는 동료 가수들과 배우, 팬들이 모여 매염방의 죽음을 기렸다. 매염방의 시신은 케이프 콜린슨 화장터에서 화장되어, 보린사에 안치되었다.
장국영과는 생전 절친한 사이로 지냈으며, 장국영이 투신자살하기 전 매염방과 마지막 통화를 한 것으로 알려졌다. 매염방은 장국영의 사망 소식을 전해듣고 며칠간 식음을 전폐하며 괴로워했고, 장례식에서도 부축을 받으며 참석했다. 장국영의 죽음 이후 그녀의 건강상태 또한 급격히 악화되어 결국 장국영과 같은 해 세상을 떠났다.
2004년 홍콩 스타의 거리에 설치된 매염방의 핸드프린팅은 그녀가 설치 전 사망함에 따라 빈 석판으로 설치되어 있다. 그녀와 생전 절친했던 장국영 역시 빈석판으로 설치되었다.

## 앨범목록
- 心債 심채(광) - 1982
- 赤色梅艶芳 적색매염방(광) - 1983
- 梅艶芳飛躍舞台 매염방비약무태(광) - 1984
- 似水流年사수류년(광) - 1985-01
- 壞女孩 괴녀해(광) - 1985-05
- 蔓珠莎華 만주사화(국) - 1985-07
- 妖女 요녀(광) - 1986
- 似火深戈 사화심과(광) - 1987-01
- 烈焰紅唇 열염홍진(광) - 1987-06
- 百變梅艶芳再展光華87~88演唱會 백변매염방재전광화87~88연창회 (콘서트실황) - 1988-03
- 夢裡共醉 몽리공취(광) - 1988-05
- 烈焰紅唇 열염홍진(국) - 1988-11
- 淑女 숙녀(광) - 1989-04
- Anita In Brasil(광) - 1989-08
- 封面女랑 봉면여랑(광) - 1990-02
- 百變梅艶芳夏日耀光華演唱會 백변매염방하일요광화연창회 (콘서트실황) - 1990-09
- 慾望野獸街 욕망야수가(광) - 1991-01
- 親密愛人 친밀애인(국) - 1991-07
- The Legend of Pop Queen Part 2 (광동어베스트) - 1992-11
- The Legend of Pop Queen Part 1 (광동어베스트) - 1992-11
- 戱劇人生 희극인생 (광동어베스트) - 1993
- 皇者之風 황자지풍 (광동어베스트) - 1993
- 變변 (광동어베스트) - 1993
- 情幻一生 정환일생 (광동어베스트) - 1993
- 小心 소심(국) - 1994
- 是這樣的 시저양저(광) - 1994
- 梅艶芳一個美麗的回響演唱會 매염방일개미려적회향연창회 (콘서트실황) - 1995
- 歌之女 가지녀(광) - 1995
- 芳종乍現台北演唱實錄 방종사현태배연창실녹 (콘서트실황) - 1997
- 女人花 여인화(국) - 1997
- 鏡花水月 경화수월(광) - 1997-07
- 情歌 정가 (광동어베스트) - 1998-01
- 變奏 변주(광) - 1998-06
- 情歌2 정가2 (광동어베스트) - 1998-09
- 床前明月光 상전명월광(국) - 1998-11
- Larger than life(광) - 1999-05
- 沒話說 몰화설(국) - 1999-08
- I'm So Happy(광) - 2000
- 衆理尋芳45首 중이심방45수 (광동어베스트) - 2001
- WITH (20주년 기념 앨범) - 2002
- 極夢幻演唱會 극몽환연창회 (콘서트실황-VCD/DVD발매) - 2003
- 梅艶芳經典金曲演唱會 매염방경전금곡연창회 (콘서트실황) - 2004
- 梅。憶錄 매, 억록 (추모 베스트) - 2004
- 永遠的梅艶芳 영원적매염방 (추모 국어베스트) - 2004

## 출연작
(한국에 미 출시된 몇몇의 영화는 기록되어 있지 않습니다.)
- 1984 연분 (緣紛 / Behind the Yellow Line) - 아니타역
- 1985 우연 (偶然 / Last Song in Paris) - 아니타역
- 1985 무명경찰 (靑春差館 / Young Cops)
- 1986 공처2인방 (殺妻二人組 / 100 Ways to Murder Your Wife)
- 1987 연지구 (胭脂扣 /Rouge) - 여화역
- 1987 일옥양처 (一屋兩妻 / Happy Bigamist)
- 1987 몽경영웅 (小生夢驚魂 / Scared Stiff)
- 1988 귀신잡는 주고력 (神探朱古力 / Inspector Chocolate)
- 1988 일처양부 (一妻兩夫 / One Husband to Many)
- 1988 흑심귀 (黑心鬼 / Three Wishes)
- 1988 공자다정 (公子多情 / The Greatest Lover)
- 1989 영웅본색 3 (英雄本色 Ⅲ / A Better Tomorrow 3: Love and Death in Saigon) - 주영걸역
- 1989 부귀병단 (富貴兵團 / Fortune Code)
- 1989 성룡의 미라클 (奇跡 / Miracles: The Canton Godfather) - 양노명 역
- 1990 천도방자 (川島芳子) - 천도방자역
- 1990 상하이 상하이 (亂世兒女 / Shanghai Shanghai) - 송가벽역
- 1991 도성2 (賭聖2 / All for the Winner 2)
- 1991 신조협려 (九一神雕俠侶 / Saviour of the Soul) - 미군역
- 1991 하일군재래 (何日君再來 / Au Revoir, Mon Amour) - 매이역
- 1991 호문야연 (豪門夜宴 / The Banquet) - 매염방역
- 1992 심사관(審死官 / Justice, My Foot) - 송세걸 부인역
- 1992 전신 (戰神傳說 / The Moon Warriors)
- 1993 동방삼협 (東方三俠 / The Heroic Trio) - 동동역
- 1993 심사관2 (濟公 / The Mad Monk) - 부처역
- 1993 동방삼협2 (現代豪俠傳 / Executioners)
- 1993 선학신침 (新仙鶴神針 / The Magic Crane) - 백운비역
- 1993 도학위룡3: 용과계년 (逃學威龍III之龍過年: Fight Back To School III)
- 1994 취권 2 (醉拳Ⅱ / Drunken MasterII) - 황 부인 역
- 1995 성룡의 홍번구 (紅番區 / Rumble in the Bronx) - 의령역
- 1995 이연걸의 영웅 (英雄 / My Father is Hero) - 방일화역
- 1996 금지옥엽 2 (金枝玉葉 2 / Who's the Man, Who's the Woman) - 방염매역
- 1997 반생연 (半生緣 / The Eighteen Springs) - 고만로역
- 2001 종무염 (鍾無艶 / Wu Yen)
- 2001 황심가기 (慌心假期 / Midnight Fly)
- 2001 남가여창 (男歌女唱 / Let's Sing Along)
- 2001 애군여몽 (愛君如夢 / Dance of a Dream)
- 2002 남인사십 (男人四十 / July Rhapsody)

## 경력
아래는 대표적인 상들과 활동을 기록해 놓은 것이다.
- 1982년

신수 가창대회 대상, IFPI 신인상
- 1983년

첫 개인 앨범「적색 매염방」발매, 동경 가요제 아시아 특별상, TBS상,
제5회 중문금곡상「적적유혹」, 10대 경가금곡「심채」, 「교출아적심」
- 1984년

제4회 홍콩금상장 영화제 최우수 여우조연상「연분」
제7회 10대 중문금곡상「이수유년」, 10대 경가금곡상「이수유년」
- 1985년

IFPI 85년 최우수 음반상, 10대 경가금곡 최우수 여자가수상「괴녀회」
85년 10대 경가금곡 최우수 여자가수상, 「휘광화 연창회:28회 개최」
- 1986년

10대 경가금곡 - 최우수여자가수상
- 1987년

「백변매염방 재전화광 연창회:28회 개최」,
제23회 금마장 최우수 여우주연상「인지구」,
10대 경가금곡 최우수 여자가수상, 제9회 중문 금곡상,
10대 경가금곡 최우수 음반상
- 1988년

제8회 홍콩금상장 최우수 여우주연상 「인지구」
아시아 태평양 영화제 여우주연상, 홍콩금상장 최우수 영화음악상,
10대 경가금곡 입상「stand By Me」, 제11회 10대 중문 금곡상,
10대 경가금곡 최우수 음반상「몽리공취」
- 1989년

10대 경가금곡「석양지가」, 금곡금상「석양지가」
제12회 10대 중문금곡상「석양지가」, 제12회 10대 중문금곡상「숙녀」
홍콩 상업 방송 질타악단 여자가수 부분 금상, 홍콩 예술가상 가창 부분상
1990년 80년대 10대 최우수 환영 연예홍인
「백변매염방 하일휘광 연창회:30회 개최」, 10대 경가금곡 최우수 여자가수상
- 1990년

생일날 더 이상 홍콩내에서 가수상을 받지 않겠다라는 입장 발표.
- 1991년

은퇴 선언과 함께 「고별콘서트」와 「월드 투어 콘서트」를 개최.
(홍콩에서 열린 「고별콘서트」의 수익금은 모두가 자선 활동으로 씌여짐)
- 1992년

「가장 옷을 잘 입는 연예인」으로 선정
- 1995년

연예계 복귀와「일개 미려적회황 연창회:15일간 개최」
- 1998년

홍콩 무선 방송 - 가장 사랑받은 금곡「이수유년」
제17회 10대 금마장 영화제 - 최우수 여우조연상「반생연」
제12회 10대 중문금곡 최고 영예 - 「금침상」(사상 최연소의 나이로 수상)
- 1999년

5월 홍콩에서「99백변매염방 연창회:7일간 개최」,
9월「99백변매염방 연창회 연속편:4일간 개최」
- 2002년

경가금곡 경가치경대장상,
3~4월 홍콩에서 「극몽환 연창회-10일간 개최」
5월부터 말레이시아, 싱카폴, 미국 등 「극몽환 연창회 월드투어」
중국 MTV시상식「홍콩.대만지역 음악특별상」수상
- 2003년

제廿오계십대중문금곡반장전례
금곡은희영예대장
최수환영잡랍OK가곡장《상애흔난》
항SARS걸출장선거「비의호과기인원조」입선수제오걸출장
명보주간연예동력『치경대장』
제사계중국금창편장「예술성취장」
중앙태 중국원창가곡반장례 걸출성취장
연예계 복귀와「ANITA CLASSIC MOMENT 경전금곡 연창회:7일간 개최」
- 2004년

수호망참 2003년도십대신문평선
오악계십대년도인물장
MTV 아주음악대장『계발정신대장』

## 같이 보기
- 홍콩 영화